# Olaf Christian Quist
Olaf Christian Quist (kaldet ”Dr. Peters”) (6. juli 1913 - 29. april 1945 i Aarhus) var under 2. verdenskrig en dansk tolk ved Gestapo i Aarhus. Han var bl.a. den kontakt som Grethe Bartram gav oplysninger til.
Quist blev likvideret af Kjeld Toft-Christensen (kaldet ”Dahl”) fra de jyske L-grupper den 29. april 1945. Han blev sammen med tre andre Gestapo-folk skudt i Hotel Royals restaurant i Aarhus.  
|  | Artiklen om Olaf Christian Quist kan blive bedre, hvis der indsættes et (bedre) billede Du kan hjælpe ved at afsøge Wikimedia Commons for et passende billede eller uploade et godt billede til Wikimedia Commons iht. de tilladte licenser og indsætte det i artiklen. |